# Eugenio García Gascón
Eugenio García Gascón (Barcelona, 1957) es un periodista y escritor español.

## Biografía
Cursó estudios de Literatura en la Universidad de Barcelona. Se estableció en Oriente Medio en 1991, donde ha residido más de veinte años y ha sido corresponsal de distintos medios (en la actualidad, 2015, de Público). Es considerado un especialista en el conflicto israelopalestino. Fue galardonado con el Premio Cirilo Rodríguez de periodismo en 2010 en un jurado que valoró su cobertura del conflicto de la flotilla de Gaza. Como autor, ha escrito Israel en la encrucijada. Crónicas de un sueño imperfecto (2004) y La cárcel identitaria. Dietario de Jerusalén (2013), un ensayo con notas de actualidad e históricas sobre la situación política de Oriente Medio en general, y de Israel en particular. En 2014 se publicó Expediente Bagdad, una obra de la que es coautor junto con Joan Cañete Bayle, editada por Siruela y que se enmarca en el contexto de la caída de Bagdad en abril de 2003 dutrante la Guerra de Irak.